# جان أنطوان كونستانتين
جان أنطوان كونستانتين (بالفرنسية: Jean-Antoine Constantin)‏ هو مصمم ليثوغراف ومدير ورسام وأستاذ جامعي فرنسي، ولد في 20 يناير 1756 في مارسيليا في فرنسا، وتوفي في 9 يناير 1844 في آكس أون بروفانس في فرنسا.